# NGC 2255
NGC 2255 est une vaste galaxie spirale intermédiaire située dans la constellation de la Colombe. NGC 2255 a été découverte par l'astronome britannique John Herschel en 1835.

## Caractéristiques
La classe de luminosité de NGC 2255 est III et elle présente une large raie HI. Elle renferme également des régions d'hydrogène ionisé.

### Distance
Sa vitesse par rapport au fond diffus cosmologique est de 7 005 ± 12 km/s, ce qui correspond à une distance de Hubble de 103,2 ± 7,2 Mpc (∼337 millions d'al).
À ce jour, neuf mesures non basées sur le décalage vers le rouge (redshift) donnent une distance de 78,833 ± 10,399 Mpc (∼257 millions d'al), ce qui est à l'extérieur des valeurs de la distance de Hubble. Notons cependant que c'est avec la valeur moyenne des mesures indépendantes, lorsqu'elles existent, que la base de données NASA/IPAC calcule le diamètre d'une galaxie et qu'en conséquence le diamètre de NGC 2255 pourrait être d'environ 60,1 kpc (∼196 000 al) si on utilisait la distance de Hubble pour le calculer.

### Classification
Selon Wolfgang Steinicke et le professeur Seligman, NGC 2255 est une galaxie spirale barrée. Mais, sur l'image de cette galaxie, on ne voit aucune barre d'étoiles. La classification morphologique de la base de données NASA/IPAC comme galaxie spirale intermédiaire semble plus correcte.

## Supernova
La supernova SN 2014cc a été découverte dans NGC 2255 le 9 août 2014 par l'astronome amateur Stu Parker à l'observatoire BOSS. Cette supernova était de type Ia.